# Gernot Erler
Gernot Erler (ur. 3 maja 1944 w Miśni) – niemiecki polityk (SPD). W latach 2005–2009 minister-sekretarz stanu w Ministerstwie Spraw Zagranicznych.

## Życiorys
Skończył historię, slawistykę i nauki polityczne na Wolnym Uniwersytecie w Berlinie i Uniwersytecie we Fryburgu Bryzgowijskim, gdzie pracował naukowo w latach 1969–1979 w Katedrze Historii Europy Wschodniej. Od 1970 członek SPD. Początkowo aktywny na szczeblu samorządowym, w latach 1977–1987 przewodniczył lokalnym strukturom partii we Fryburgu Bryzgowijskim, do 1997 zasiadał także we władzach partii w Badenii-Wirtembergii. Od 1987 członek Bundestagu, w latach 1998–2005 w zarządzie frakcji SPD. 22 listopada 2005 powołany został na stanowisko ministra-sekretarza stanu w federalnym MSZ w rządzie Angeli Merkel, sprawował tę funkcję do października 2009.
Gernot Erler jest żonaty i ma jedną córkę.